# Denise Lewis
Dame Denise Lewis (West Bromwich, 27 agosto 1972) è un'ex multiplista britannica, vincitrice della medaglia d'oro alle Olimpiadi di Sydney 2000 nell'eptathlon.
Questa impresa, che segue il bronzo ottenuto ad Atlanta 1996, è stata classificata al 90º posto della classifica 100 Greatest Sporting Moments stilata da Channel 4. Alle Olimpiadi di Atene 2004 cerca di difendere il titolo, ma è costretta a ritirarsi per i postumi di un infortunio.
Oltre alle medaglie olimpiche il suo palmarès conta anche 2 argenti mondiali, due ori ai Giochi del Commonwealth ed un titolo europeo.
Il suo primato personale di 6.831 punti è anche record del Commonwealth.